# Montañas Bricklieve

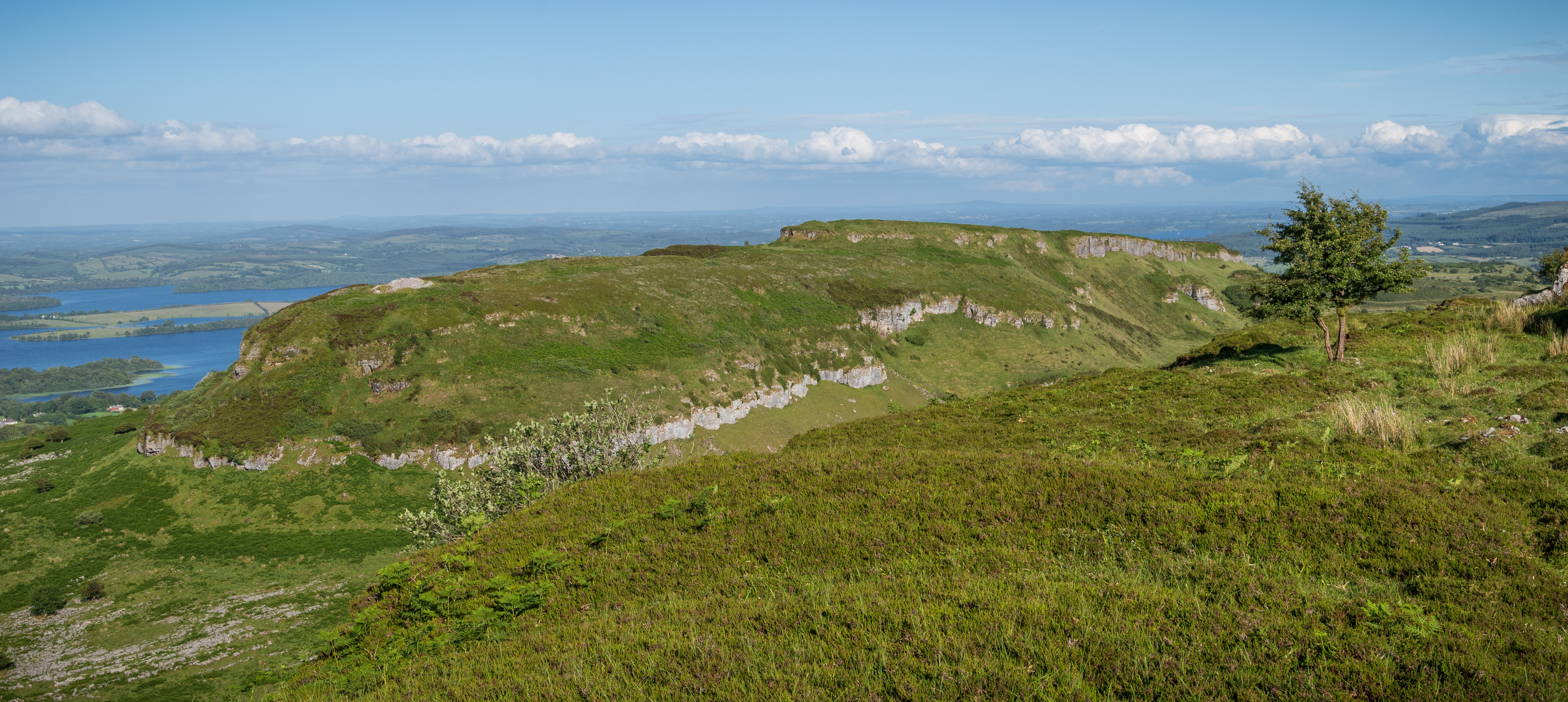
Una de las Bricklieve Hills, mirando al este

Las montañas Bricklieve o Bricklieve Hills son una cadena de colinas en el sur del condado de Sligo, Irlanda . Están salpicados de antiguas tumbas de corredor conocidas como las tumbas de Carrowkeel o las tumbas de Bricklieve. El nombre de las colinas es una posible referencia a su apariencia cuando sobrevivieron más rocas de cuarzo fuera de los túmulos, haciéndolos brillar al sol. Los cerros cubren un área de 25 kilómetros cuadrados (9,7 mi²) e incluyen solo dos colinas principales, Carrowkeel a 321 metros (1053,1 pies) y Kesh Corann a 359 metros (1177,8 pies) . Las cuevas de Kesh están en el lado oeste de Kesh Corran.